# Р216 (Росія)
Автошлях Р216 — федеральна автомобільна дорога, що з'єднує Ставрополь, Елісту та Астрахань.
Відповідно до Переліку автомобільних доріг загального користування федерального значення, затвердженого Постановою Уряду РФ від 17.11.2010 р. № 928, номер А154, що раніше відносився до дороги Ставрополь — Астрахань, зараз закріплений за автошляхом Урвань - Верхня Балкарія облікових номерів допускалося до 31 грудня 2017.
Обслуговуванням автодороги на ділянці Астрахань — Еліста займається ФКУ «Севкавуправтодор».
Для збереження автомобільної магістралі на літній період вводиться обмеження руху великовантажного транспорту цією дорогою, що діятиме при температурі навколишнього повітря вище +32 градусів.

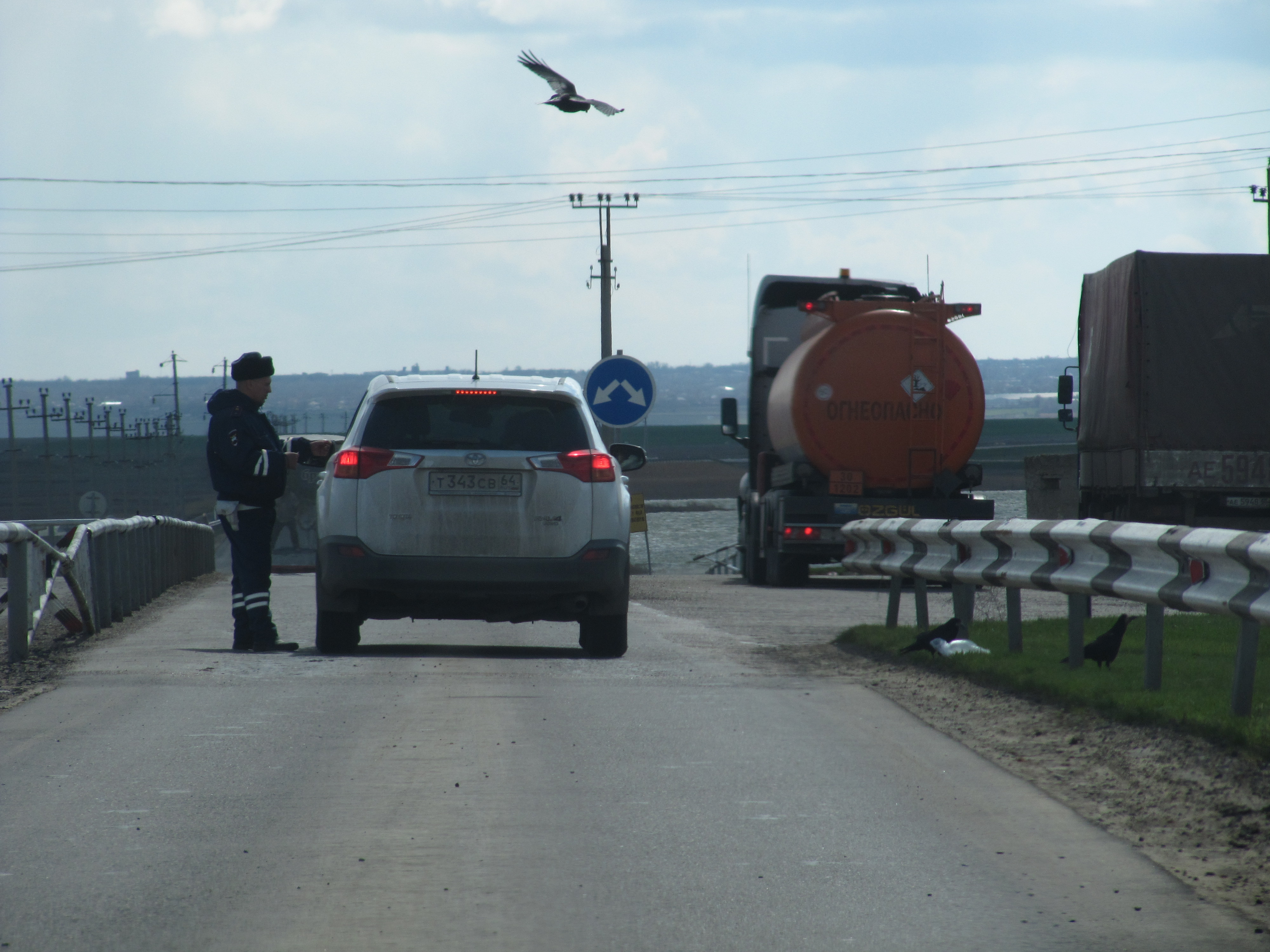
Пост ДПС на адміністративному кордоні Приютненського району Республіки Калмикія та Ставропольського краю. Вид з боку Приютненського району